# Galeschin
Galeschin (anche Galeshin, Galescin, Galessin, Galachin, Galathin, Galescalain, Galeschalains, Galaas, ecc.) è un personaggio del ciclo arturiano, e un Cavaliere della Tavola Rotonda. È un nipote di Re Artù, figlio di sua sorella Elaine e di Re Nentres di Garlot. Appare nella storia della Torre Dolorosa nel ciclo della Vulgata, dove lui e suo cugino Yvain tentano di salvare Gawain dal malvagio Carados, ma vengono anch'essi presi prigionieri; il trio viene infine salvato da Lancillotto. Galeschin è indicato come Duca di Clarence (un anacronismo, poiché il ducato di Clarence fu creato solo nel 1362). Sebbene menzionato in alcune altre storie arturiane, il ruolo di Galeschin è in definitiva minore. Viene ulteriormente salvato da Lancillotto in altre occasioni, inclusa la Valle del Non Ritorno.
Roger Sherman Loomis fa derivare il nome Galeschin dal nome Galvariun, rinvenuto nell'Archivio di Modena. Egli teorizza che il nome sia stato alterato per farlo sembrare più simile a Galesche, una parola in francese antico per Gallia, e deriva a sua volta Galvariun dall'epiteto Gwallt Euryn, che si trova in Culhwch e Olwen, e che Loomis traduce con "capelli d'oro".